# Università del Wisconsin-Green Bay
La University of Wisconsin-Green Bay è un'università statunitense pubblica con sede a Green Bay, nel Wisconsin.

## Storia
L'università fu fondata il 2 settembre 1965, attualmente conta poco meno di settemila studenti.

## Sport
I Phoenix, che fanno parte della NCAA Division I, sono affiliati alla Horizon League. La pallacanestro e il softball sono gli sport principali, le partite interne vengono giocate all'Aldo Santaga Stadium e indoor al Resch Center.

### Pallacanestro
Green Bay non è uno dei college più rappresentativi nella pallacanestro, conta solamente 4 apparizioni nella post-season, riuscendo a vincere soltanto una partita nel torneo del 1994 contro California.